# 永寧県
永寧県（えいねい-けん）は中華人民共和国寧夏回族自治区銀川市に位置する県。漢族・回族・満族を初め13民族が居住し、回族は総人口の18%を占めている。

## 地理
永寧県は寧夏平原中部、銀川市南部に位置し、東は黄河、西は賀蘭山に接している。

## 歴史
1941年（民国30年）、寧夏県及び寧朔県の一部に新設される。

## 行政区画
- 街道:団結西路街道
- 鎮:楊和鎮、李俊鎮、望遠鎮、望洪鎮、閩寧鎮
- 郷:勝利郷

## 交通
- 鉄道:包蘭線
- 高速道路:石中高速道路